# Franken (Sinzig)
Franken ist der südlichste und der einwohnermäßig kleinste Ortsbezirk von Sinzig im Landkreis Ahrweiler in Rheinland-Pfalz. Er liegt abseits des Stadtbereichs auf den Randhöhen der Eifel im  Quellgebiet des Frankenbaches, oberhalb des Wasserschlosses Ahrenthal. Zu Franken gehört der Wohnplatz Marienhof.

## Geschichte

### Mittelalter
Das Dorf Franken ist vermutlich eine fränkische Siedlung aus der Merowingerzeit. Die erste urkundliche Erwähnung des Ortes Franken mit seiner Kirche erfolgte am 31. März 1131, als Papst Innozenz II. dem Bonner Cassius-Stift den Besitz der Kirche in Franken bestätigt: Frankin, ecclesiam cum decimis – „Franken, Kirche mit dem Zehnten“. Insgesamt sind in dieser Urkunde 30 Kirchen aufgeführt.
Im Jahr 1147 ging der Besitz eines Erbguts an Maria Laach, 1285 an das Kloster Steinfeld. 1295 verpfändete der deutsche König Adolf von Nassau eine Hälfte des formal zum Reichsgut gehörenden Sinzigs, zu dem auch Franken gehörte, an den Grafen von Jülich. Der folgende König Albrecht übertrug diese Hälfte wiederum an den Kölner Erzbischof Wigbold. 1348 bestätigte König Karl IV. die Pfändung der Hälfte von Sinzig und Franken an Markgraf Wilhelm von Jülich; Franken ging in diesem Zusammenhang als Unterlehen an den Ritter Heinrich von Sinzig (1336–1361), 1374 an Rolmann von Ahrenthal. 1376 wurde die Herrschaft von Herzog Wilhelm von Jülich an den Markgrafen Grafen Wilhelm von Berg übertragen.

### Frühe Neuzeit
1428 belehnte der Trierer Erzbischof Otto den Salentin von Ahrenthal, einen Nachkommen der Rollmanns, auf Grundlage des Teilungsvertrages von 1388 mit großen Teilen der Frankener Herrschaft. Vier Generationen blieben die Familie Wiltberg die Lehnsherren des anderen Teiles von Ahrenthal und Franken.
Der letzte Wiltberg, Adolph von Wiltberg (* 1553) starb kinderlos am 1. Juli 1621. Über eine Nebenlinie gelangte das Haus Hillesheim an die Herrschaft über Ahrenthal und Franken. Am 28. Januar 1641 wurde Wilhelm von Hillesheim durch Herzog Wolfgang Wilhelm von Jülich mit dem Haus Ahrenthal und dem dazugehörenden Dorf Franken belehnt. Bis Ende des 18. Jahrhunderts gehörte das Dorf Franken zur Herrschaft Ahrenthal.
Nach 1794 und der Besetzung des linksrheinischen Deutschlands durch französische Revolutionstruppen wurde das Dorf Franken der Mairie Sinzig im Kanton Remagen zugeschlagen. Es wurden erstmals verlässliche Gemeinderegister erstellt.
So sind für 1799 213 Einwohner, für 1809 312 Einwohner nachgewiesen. Mit 9 Pferden und 294 Stück Hornvieh wurde ein relativ großer Viehbestand gezählt.

### Preußenzeit und Neuzeit
Bis 1840 wuchs die Bevölkerungszahl auf 476 Bewohner an, die in 78 Häusern wohnten. Die Bevölkerung war rein katholisch. In der preußischen Zeit wurde Franken eine eigenständige Gemeinde und gehörte ab 1816 zur Bürgermeisterei Niederbreisig, die zum Kreis Mayen und ab 1818 zum Kreis Ahrweiler gehörte. Auffällig ist jedoch der Bevölkerungsrückgang, der die zweite Hälfte des 19. Jahrhunderts prägte und mit der Industrialisierung und der Auswanderung nach Amerika in Verbindung gebracht wird. 1895 war die Einwohnerzahl auf 324 Personen gesunken.
Bedeutend war Franken zu dieser Zeit für seinen Obstbau. Um 1800 werden 8000 Apfel- und Birnbäume in der Gemarkung gezählt. Im Jahre 1913 waren noch 4327 Obstbäume angepflanzt.
Zum 15. März 1925 sank die Bevölkerungszahl auf nur noch 273 Bürger. Im Vergleich zu anderen Landstrichen konnte ein „bedenklicher Rückstand der Produktivität“, insbesondere im Bereich des Ackerbaus, erkannt werden. Politisch erhielt die Nationalsozialistische Partei bei allen folgenden Wahlen eine klare Abfuhr. Durch Zwangsmitgliedschaften begann allerdings eine allgemeine Gleichschaltung und nationalsozialistische Gleichmacherei.
Die Gesamteinwohnerzahl betrug nach dem Zweiten Weltkrieg unter französischer Besatzung (1946) 303 Personen. Am 7. Juni 1969 wurde die bis dahin selbständige Gemeinde mit 373 Einwohnern in die Stadt Sinzig eingemeindet.

## Politik

### Ortsbezirk
Franken ist einer von sechs Ortsbezirken der Stadt Sinzig und umfasst das Gebiet der ehemals selbstständigen Gemeinde. Der Stadtteil wird von einem Ortsbeirat sowie einem Ortsvorsteher politisch vertreten.

### Ortsbeirat
Der Ortsbeirat besteht aus fünf Mitgliedern, die bei der Kommunalwahl am 9. Juni 2024 in einer personalisierten Verhältniswahl gewählt wurden, und dem ehrenamtlichen Ortsvorsteher als Vorsitzendem.
Die Sitzverteilung im Ortsbeirat:
| Wahl | CDU | FWG | SWU | Gesamt  |
| ---- | --- | --- | --- | ------- |
| 2024 | 2   | 3   | –   | 5 Sitze |
| 2019 | 2   | 2   | 1   | 5 Sitze |
| 2014 | 3   | 2   | –   | 5 Sitze |
| 2009 | 2   | 3   | –   | 5 Sitze |

- FWG = Freie Wählergruppe „Bürgerliste Sinzig e. V.“
- SWU = Sinziger Wählerunion

### Ortsvorsteher
Hans-Jürgen Koffer (FWG) wurde im August 2019 Ortsvorsteher von Franken. Bei der Direktwahl am 26. Mai 2019 wurde er mit einem Stimmenanteil von 53,24 % für fünf Jahre gewählt. Dabei setzte er sich knapp gegen die bisherige Ortsvorsteherin Helga Schmitt-Federkeil durch. Bei der Direktwahl am 9. Juni 2024 wurde Hans-Jürgen Koffer als einziger Bewerber mit 83,0 % in seinem Amt bestätigt.

## Kulturdenkmäler

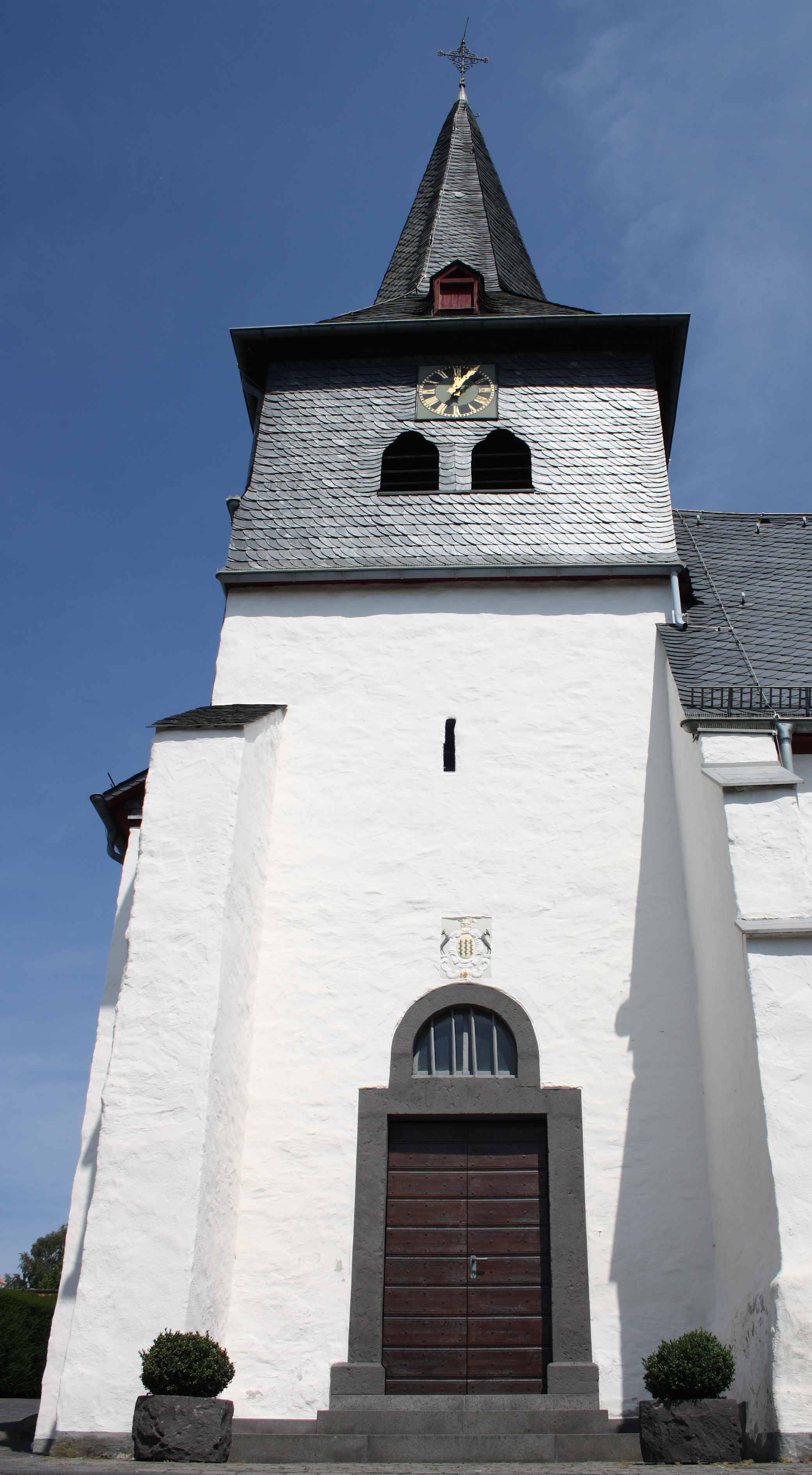
Pfarrkirche St. Michael

In Franken befinden sich einige unter Denkmalschutz gestellte Kulturdenkmäler.
Katholische Pfarrkirche St. MichaelDer Kern des romanischen Turms und der ehemalige Ostchor (jetzt Eingangshalle) stammen aus der ersten Hälfte des 14. Jahrhunderts und zeigen Reste von ursprünglichen Fresken. Der Saalbau ist von 1748. In der Kirche ein Taufstein aus der Mitte des 13. Jahrhunderts. Auf dem Friedhof fünf Grabkreuze aus dem 18. Jahrhundert. Geschützt ist die Gesamtanlage mit dem ehemaligen Pfarrhaus, ein Walmdachbau, teilweise Fachwerk, aus dem 18. Jahrhundert. Der Kirchen- und Pfarrhausneubau wurde im 18. Jahrhundert vom Ortsherrn, dem kurpfälzischen Minister Franz Wilhelm Caspar von Hillesheim, veranlasst.
FachwerkhäuserZwei Hofreiten aus dem 18. und 19. Jahrhundert; eine Hofanlage mit Scheune aus dem 19. Jahrhundert sowie ein weiteres Fachwerkhaus, Ende 17. Jahrhundert (alle in der Frankenstraße).
Schloss AhrenthalWasserschloss, Neorenaissance, errichtet 1880, geschützt ist die Gesamtanlage mit dem Park; siehe Schloss Ahrenthal.
Hof HombüchelEin Krüppelwalmdachbau, teilweise aus Fachwerk, Anfang 19. Jahrhundert (Landesstraße 82 Richtung Sinzig).